# Joseph Smith (bobsleista)
Joseph Smith (ur. 20 grudnia 1925, zm. 28 marca 1983) – amerykański bobsleista, złoty medalista mistrzostw świata.

## Kariera
Największy sukces w karierze Smith osiągnął w 1953 roku, kiedy wspólnie z Lloydem Johnsonem, Pietem Biesiadeckim i Hubertem Millerem zwyciężył w czwórkach podczas mistrzostw świata w Garmisch-Partenkirchen. Był to jednak jego jedyny medal wywalczony na międzynarodowej imprezie tej rangi. Nigdy nie wystąpił na igrzyskach olimpijskich.